# Karola
Karola – żeński odpowiednik imienia Karol.
Karola imieniny obchodzi: 9 maja, 5 lipca i 4 października.